# 西岐波村
西岐波村（にしきわそん）は、かつて山口県吉敷郡の南西部に存在した村。
1943年（昭和18年）11月1日に宇部市との編入合併で消滅した。現在は宇部市東部の一地域となっている。旧西岐波村の区域は「西岐波区」と呼ばれており、市民センター（市出張所）が置かれている。

## 地理
- 主な河川として江頭川、沢波川が流れており、周辺には田園地帯が広がる。
- 中心地は床波（床波駅周辺）である。

## 歴史
- 1889年（明治22年）4月1日 - 町村制の施行により、近世以来の西岐波村が単独で自治体を形成。
- 1943年（昭和18年）11月1日 - 宇部市に編入。同日西岐波村廃止。